# 菲律宾第一共和国
菲律宾共和国（西班牙語：República Filipina），史称菲律宾第一共和国、马洛洛斯共和国，是在菲律宾革命期间建立的一个短命政权。1898年菲律宾革命爆发，革命者在布拉干省的马洛洛斯宣布成立菲律宾共和国，并通过了菲律宾共和国宪法。1899年2月，美国发动美菲战争入侵菲律宾，菲律宾共和国随之瓦解。
菲律宾第一共和国是亚洲首个立宪共和国，虽然在此之前亚洲已曾有台湾民主国、虾夷共和国、兰芳共和国等共和制政权，但菲律宾第一共和国拥有较为完善的宪法确立其共和制度，并经过部分选举的准国会批准。

## 历史

### 美西战争及菲律宾革命期间

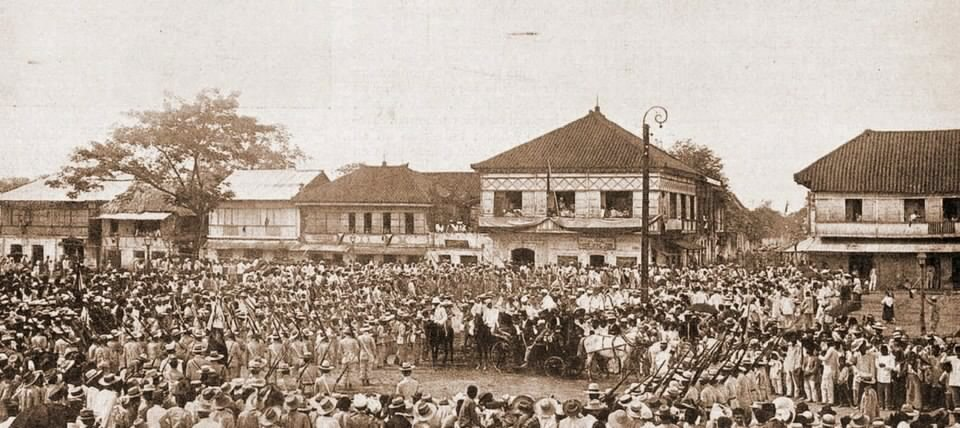
菲律宾第一共和国内阁就职典礼

共和国的建立正值菲律宾革命，是菲律宾人反抗西班牙殖民统治的高潮。1898年6月12日，在埃米利奥·阿奎纳多的故乡甲米地省，革命者发表了西班牙文的《菲律宾独立宣言》，宣布菲律宾独立。 
9月15日，革命者在马洛洛斯召开大会，会议公布了《共和国宪法》，史称《马洛洛斯宪法》，该宪法于1899年1月正式通过，标志着菲律宾第一共和国的建立，埃米利奥·阿奎纳多任总统。共和国执行《马洛洛斯宪法》，代替了原埃米利奥·阿奎纳多建立的革命临时政府。宪法规定菲律宾共和国的立法权属于由一院制选举产生的国民议会，行政权属于议会选出的总统，司法权属于首都的高级法院以及依法建立的各级地方法院。宪法宣布保护私有财产，规定政教分离，国民享有基本人权。
根据1898年6月18日和20日通过的法令，处于菲律宾第一共和国实际管辖范围内的地方政府很快被重组。马洛洛斯的国会通过的一项重要法令之一是通过提供国家贷款来平衡菲律宾共和国的大额开支。
在1898年6月12日《菲律宾独立宣言》发表后，菲律宾革命军更名为菲律宾共和军。随后，1898年9月28日，阿奎纳多任命安东尼奥·卢纳为作战助理。与此同时，革命者在马洛洛斯设立了菲律宾的第一所军事学校。共和国在内政方面着手于建立各级地方政权，将教会土地收归国有，租给农民耕种；外交上争取各国的外交承认，采购军火。由于美西和约规定菲律宾被割让给美国，菲律宾共和国政府亦积极反对美国参议院批准和约，派特使游说。
时旅居日本的孙文曾支援菲律宾革命，帮助共和国政府采购军火，他计划分两艘船将军火运送至菲，不料第一艘船遇风暴沉没，而第二批军火运达前共和政府已经失败。

### 美菲战争

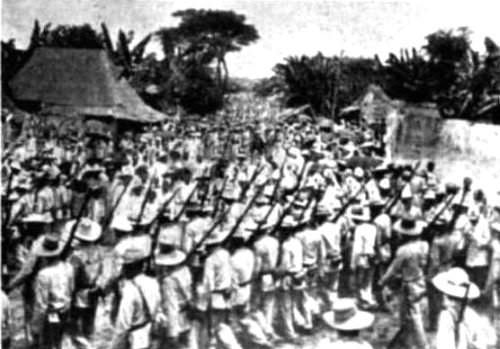
马洛洛斯的菲律宾士兵

1898年12月10日，美西战争结束，美国和西班牙签署《巴黎条约》，该条约规定将西班牙殖民地菲律宾割让给美国，造成领土争议。美国当即出兵菲律宾，进入马尼拉，与菲律宾共和军发生冲突。当日，总统埃米利奥·阿奎纳多宣布“菲律宾与美国的友好关系已经破裂，美国将成为战争法规定范围内的敌人”。冲突迅速升级，爆发第二次马尼拉冲突，菲律宾共和军被赶出城市。。3月31日，美军占领马洛洛斯——菲律宾第一共和国最初的首都，但马洛洛斯城当时已被撤退的共和军烧成废墟。埃米利奥·阿奎纳多和共和国政府的核心成员搬到了圣伊西德罗。
在1899年4月至5月的和平谈判失败後，美军进占了圣伊西德罗，菲律宾共和国政府又先后搬到了邦班和塔拉克。此外，在5月7日，菲律宾共和国内的主战派成员皆被解职，由多名主和派官员替代。11月13日，美军占领塔拉克，此时阿奎纳多等人已经出逃。
当日，在巴颜邦的会议中，阿奎纳多决定重组部队，进行游击战，但阿奎纳多逐渐失去军队掌控权，无法再发动大型的军事行动，他意识到他东逃的道路已被美军封锁，11月15日，阿奎纳多等人摆脱了美军的追兵，转而穿越北方和西方的山脉。
1901年3月23日，阿奎纳多在巴拉南被美军俘获(這里也是共和國最後首都)。4月1日，他宣布效忠美国政府，废除第一共和国，并承认了美国对菲律宾的主权。随後，美军根据《巴黎条约》占领菲律宾群岛全境，菲律宾第一共和国瓦解。美军占领菲律宾直到1946年《马尼拉条约 (1946年)》的签署，菲律宾得以建立新的共和国，卽今日的菲律宾
。

## 内阁
| 职务           | 姓名                  | 任期                    |
|                |                       |                         |
| 总统           | 埃米利奥·阿奎纳多     | 1899年–1901年           |
| 总理           | 阿波里纳里奥·马比尼   | 1899年1月21日 - 5月7日  |
|                | 佩德罗·帕特诺         | 1899年5月7日 - 11月13日 |
|                |                       |                         |
| 财政部长       | 马里亚诺·特里亚斯     | 1899年1月21日 - 5月7日  |
|                | 胡戈·伊拉甘           | 1899年5月7日 - 11月13日 |
| 内政部长       | 特奥多罗·桑迪科       | 1899年1月21日 - 5月7日  |
|                | 塞韦利诺·德·拉·阿拉斯 | 1899年5月7日 - 11月13日 |
| 战争部长       | 巴尔多梅罗·比里亚林   | 1899年1月21日 - 5月7日  |
|                | 马里亚诺·特里亚斯     | 1899年5月7日 - 11月13日 |
| 福利部长       | 格拉西奥·冈萨加       | 1899年1月21日 - 5月7日  |
| 外交部长       | 阿波里纳里奥·马比尼   | 1899年1月21日 - 5月7日  |
|                | 费利佩·布恩卡米诺     | 1899年5月7日 - 11月13日 |
| 教育部长       | 阿奎多·韦拉德         | 1899年                  |
| 工程与传媒部长 | 马克西莫·帕特诺       | 1899年                  |
| 农工商部长     | 莱昂·马里亚·格雷罗    | 1899年5月7日 - 11月13日 |

### 引用
1. 1 2 3 4  中国大百科全书出版社 汇编. . 外国历史（一） 第一版. 北京: 中国大百科全书出版社. 1998.，第314-315页。
2. ↑  Guevara, Sulpico (编). . Ann Arbor, Michigan: University of Michigan Library. 2005: 104–1191972  [2008-03-26]. （原始内容存档于2020-08-01）.. (English translation by Sulpicio Guevara)
3. ↑  Tucker, Spencer C. . ABC-CLIO. 2009: 364. ISBN 978-1-85109-951-1.
4. ↑  Kalaw 1927，第413–417頁 Appendix A
5. ↑  Guevara 1972，第104–119頁.
6. ↑  Guevara 1972，第104頁.
7. ↑  Kalaw 1927，第423–427頁.
8. ↑  Titherington 1900，第357–358頁.
9. ↑  Guevara 1972，第10–12頁.
10. 1 2  Agoncillo, Teodoro. . 1960.
11. ↑  Jose, Vicencio. . Solar Pub. Corporation. 1972  [2013-11-15]. （原始内容存档于2013-10-18）.
12. 1 2  , Yale,   [2013-11-15], （原始内容存档于2012-07-02）
13. ↑  Linn 2000a，第46頁
14. ↑  Halstead 1898，第318頁.
15. ↑  Linn 2000a，第46–49頁
16. ↑  Linn 2000a，第99頁
17. 1 2  Linn 2000a，第109頁
18. ↑  Linn 2000a，第116頁.
19. ↑  Linn 2000a，第115–116頁
20. 1 2  Linn 2000b，第16頁.
21. ↑  Linn 2000a，第148頁.
22. ↑  Teodoro A. Agoncillo. . University of the Philippines Press. 1997: 454  [2013-11-15]. ISBN 978-971-542-096-9. （原始内容存档于2014-04-22）.
23. ↑  , filipino.biz.ph, 1901-04-19  [2009-12-05], （原始内容存档于2009-02-28）.
24. ↑  Carman Fitz Randolph, , , BiblioBazaar, LLC, 2009, ISBN 978-1-103-32481-1
25. ↑   (PDF), United Nations,   [2007-12-10], （原始内容 (pdf)存档于2011-07-23）